# Palladium (biograf, Växjö)
Palladium är en biograf på Storgatan 12 i Växjö. Biografen öppnade år 1925. Sedan 2002 arrangeras filmvisningar av Folkets Bios lokala förening i Växjö.